# Roberto Venturoni

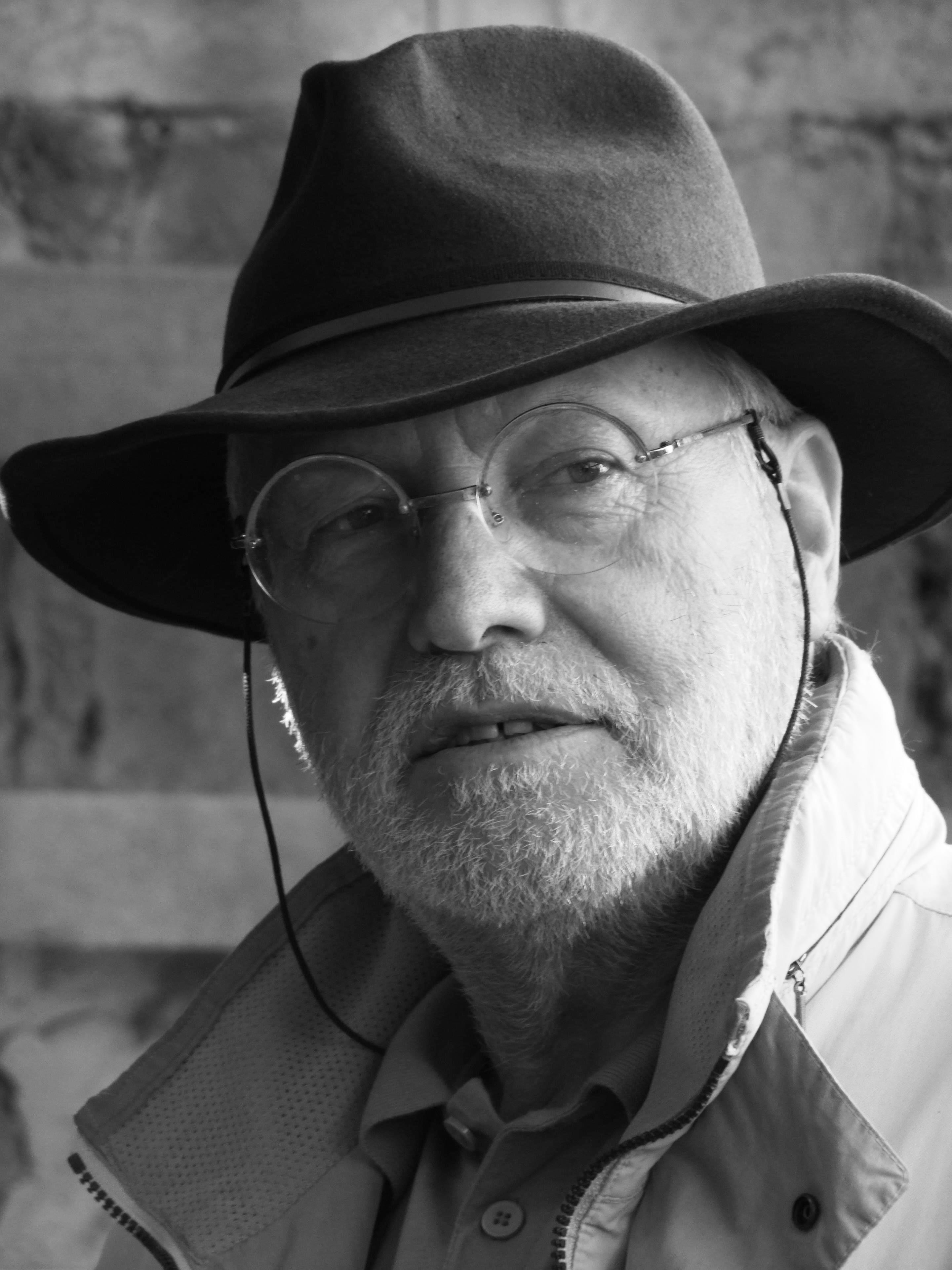
Roberto Venturoni (2011)

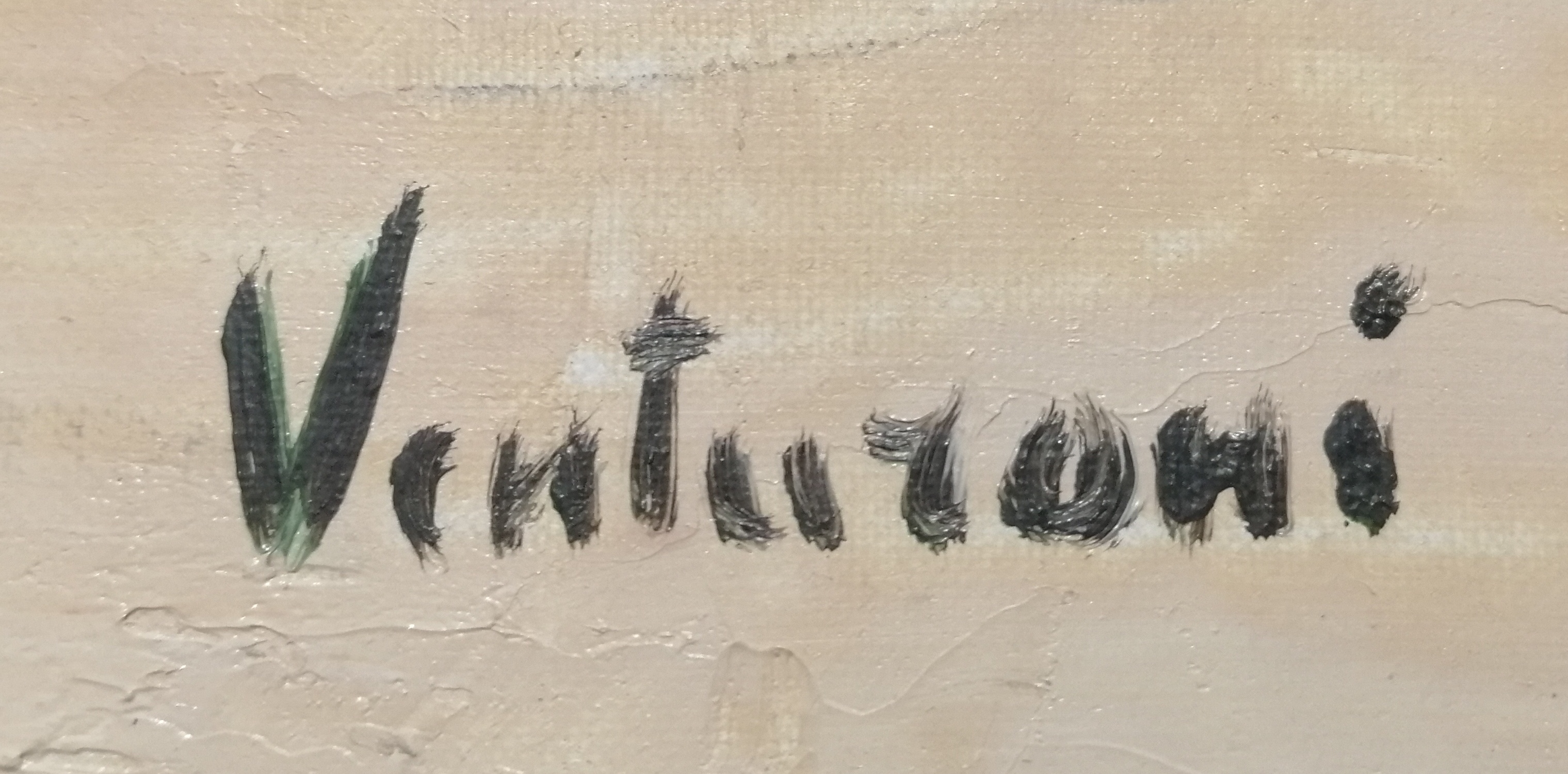

Roberto Venturoni (* 1945 in Rom; † 2011 ebenda) war ein italienischer Maler.

## Leben und Werk
Er begann als junger Mann zu malen und folgte dem figurativen Stil seiner Zeit, hauptsächlich der Landschaft. Er offenbarte sich als Künstler mit einer intensiven produktiven Tätigkeit als Maler, Bildhauer und Graveur. Vor allem ein Maler, der verschiedene bildliche Stillösungen erforscht und erlebt, bevorzugte er den Impressionismus. Ab 1973 besuchte er Spezialisierungskurse in Malerei und Gravur und studierte Zeichnen, Aquarell und Pastell bei Silvio Bicchi in Rom. Ab 1979 absolvierte er Gravurkurse und Gravurtechniken im Schullabor „ELLEGI“ von Luigi Guardigli. Er traf bekannte Vertreter der italienischen Bildkunst, war aber hauptsächlich ein Freund von Paolo Salvati (1939–2014), Partner zahlreicher Ausstellungen. Venturoni starb 2011 in Rom.

## Veröffentlichungen
- Carlo Savini: I paesaggi di Roberto Venturoni: percezione e comunicativa di una efficace interpretazione. Monographie. 1987.[2]
- Dario Micacchi: Roberto Venturoni: i paesaggi dell’io. Monographie. 1990.[3]
- Venturoni: Sala del Bramante. Katalog. 1991.[4]
- Roberta Perfetti: L’incisione: Roberto Venturoni. Katalog. 1994.[5]
- Venturoni: strutture, maschere e manufatti: opere grafiche. D 1995.[6]
- Domenico Guzzi: Le maschere di Roberto Venturoni. Monographie. 1999.[7]
- Venturoni: terrecotte. Monographie. Edizioni Four For Art, Rom 1999.[8]
- Ferruccio Massimi: Roberto Venturoni: l’opera grafica: 1979–2002. Monographie. 2003.[9]
- Venturoni: opere astratte. Monographie. 2006.[10]
- Venturoni: Blu cosmici: Castel Sant’Angelo, 8–10 dicembre 2007. Katalog.[11]